# Probościszki
Probościszki (lit. Prabaščiškės) − wieś na Litwie, w okręgu wileńskim, w rejonie solecznickim, w gminie Dziewieniszki, 2 km na wschód od Dziewieniszek, zamieszkana przez 48 ludzi.

## Historia
W czasach zaborów wieś włościańska i zaścianek w gminie Dziewieniszki, w powiecie oszmiańskim, w guberni wileńskiej Imperium Rosyjskiego. W 1866 roku we wsi w 5 domach zamieszkiwało 52 osoby. Razem z zaściankiem – 41 dusz rewizyjnych. Pod koniec XIX wieku wieś liczyła 144 mieszkańców; zaścianek zamieszkiwało 11 osób.
W latach 1921–1945 wieś i zaścianek leżały w Polsce, w województwie wileńskim, w powiecie oszmiańskim, w gminie Dziewieniszki.
W 1931 wieś w 25 domach zamieszkiwało 136 osób; zaścianek w 1 domu – 6 osób.
Wierni należeli do parafii rzymskokatolickiej w Dziewieniszkach. Miejscowość podlegała pod Sąd Grodzki w Holszanach i Okręgowy w Wilnie; właściwy urząd pocztowy mieścił się w Dziewieniszkach.